# Rotheringhausen
Koordinaten: 51° 19′ 11″ N, 8° 50′ 34″ O
Rotheringhausen ist eine Wüstung in der Gemarkung von Flechtdorf in der nordhessischen Gemeinde Diemelsee.

## Geographische Lage
Der Ort lag auf etwa 464 Meter über Normalhöhennull südöstlich von Flechtdorf. Heute befindet sich dort der „Hof Erleheim“.

## Geschichte
Der Ort wurde im Jahre 1141 erstmals urkundlich erwähnt. Die Schreibweise des Ortsnamens erscheint danach in mittelalterlichen Urkunden in wechselnder Form:
- Rotheringhusen (1141) [Abschrift, Westfälisches Urkundenbuch. Fortsetzung von Erhards Regesta historiae Westfaliae, Additamenta, S. 40–41, Nr. 43]
- Roterinchusen (1192) [Abschrift, Regesta historiae Westfaliae 2: 1126–1200, S. 80–81, Nr. 2294]
- Roterkůsen (1194) [Kop. 14. Jahrhundert Regesten der Erzbischöfe von Köln 2, S. 299, Nr. 1488]
- Rodelenkusz (1332–1344) [Urkunden zur Geschichte der Fürstenthümer Waldeck und Pyrmont, bearb. von Louis Curtze, o. J., Exemplar in der Dienstbibliothek des Hessischen Staatsarchivs Marburg, S. 39–50, Nr. 31, hier S. 40]
- Rodercusen (Ende 15. Jahrhundert)

1141 tauschte Abt Adelbert von Corvey seinen Zehnten von zwei Hofstätten in Rotheringhausen gegen eine Hufe des Klosters Flechtdorf in Esbeck. 1192 erhielt das Kloster Flechtdorf von den Eheleuten Alexander und Kunigunde 20 Mark, mit denen der Rückkauf einer verpfändeten Hofstätte in Rotheringhausen finanziert werden konnte. 1194 bestätigte der Kölner Erzbischof Adolf von Altena dem Kloster den dortigen Besitz samt Zehnten. Ende des 15. Jahrhunderts kaufte der Flechtdorfer Abt Konrad Becker dem Grafen von Waldeck alle Dienste und Bede in Rotheringhausen für 160 Goldgulden ab.